# 天主教阿特勞宗座署理區
天主教阿特勞宗座署理區（拉丁語：Apostolica Administratio Atirauensis），是羅馬天主教會以哈薩克斯坦西部阿特勞為中心的一個宗座署理區。範圍包括阿克托貝州、阿特勞州、曼格斯套州和西哈薩克斯坦州。使徒行政官是Dariusz Buras神父
1999年7月7日建區。